# Tyrannophryne pugnax
Tyrannophryne pugnax är en fiskart som beskrevs av Regan och Ethelwynn Trewavas 1932. Tyrannophryne pugnax ingår i släktet Tyrannophryne och familjen Oneirodidae. Inga underarter finns listade i Catalogue of Life.